# Пшиборкі
Пшиборкі (пол. Przyborki) — село в Польщі, у гміні Вжесня Вжесінського повіту Великопольського воєводства.
Населення — 593 особи (2011).
У 1975-1998 роках село належало до Познанського воєводства.

## Демографія
Демографічна структура станом на 31 березня 2011 року:
|          | Загалом | Допрацездатний вік | Працездатний вік | Постпрацездатний вік |
| -------- | ------- | ------------------ | ---------------- | -------------------- |
| Чоловіки | 289     | 69                 | 198              | 22                   |
| Жінки    | 304     | 71                 | 179              | 54                   |
| Разом    | 593     | 140                | 377              | 76                   |